# Концессии на реке Ялу
Концессии на реке Ялу — лесные концессии на реке Ялу на границе между Китаем и Кореей, полученные 9 сентября 1896 года у корейского правительства владивостокским купцом Юлием Бринером сроком на 20 лет. Концессии на реке Ялу как один из факторов российского проникновения в Корею крайне раздражали Японию и послужили одной из причин русско-японской войны.

## История
В 1901 году концессия была продана «Русскому лесопромышленному товариществу», за которым стоял Александр Безобразов. Одним из активных инвесторов русской концессионной деятельности на Ялу был хабаровский китаец, русский подданный Н. И. Тифонтай (Цзи Фэнтай).
Создавая концессию на корейской территории, российские правящие круги преследовали не только и не столько экономические цели, сколько политические, стремясь предотвратить превращение Кореи в зону исключительного влияния Японии. В записке, подготовленной к совещанию в Царском Селе (с участием министра финансов и военного министра) 21 марта (3 апреля) 1903 года, говорилось:

Для России… почти исключительное водворение японцев в Корее очевидно было бы нежелательным. Требовалось получить для России такие крупные частные коммерческие интересы в Корее, защита которых давала бы нам право вмешиваться в корейские дела и, тем самым, установить противовес японскому влиянию.

В 1903 году российское правительство активизировало освоение концессий, в частности введя туда от 300 до 600 солдат, переодетых в гражданскую одежду. В задачи русских солдат, помимо рубки леса, входило также строительство военных дорог. В мае 1903 года около сотни солдат было введено в деревню Йонампхо, располагавшуюся в устье реки Ялу, под предлогом строительства там лесных складов. К декабрю 1903 года в деревне были возведены бараки, конюшня и мол. Эта деятельность выходила за рамки обычной коммерческой и была воспринята в Великобритании и Японии как попытка России закрепить своё военное присутствие на севере Кореи.
К концу 1903 года концессии на правом берегу Ялу успели заготовить леса на 3 млн рублей.

## Передача концессии иностранцам
7 (20) июля 1906 года все права Русского лесопромышленного товарищества были переданы американцам, в том числе:
- контракт на разработку Фушуньских копей в Маньчжурии, заключенный в июле 1901 года;
- контракт на разработку золотых месторождений Квантуна, серебряных залежей и лесных богатств на правом берегу Ялу;
- контракт на разработку минеральных богатств Пхеньянской провинции, заключенный в 1898 году. Бывший поверенный в делах России в Корее Н. Г. Матюнин в 1902 году получил права на эту концессию от барона Габриэля Гинзбурга, после чего передал Русскому лесопромышленному товариществу;
- контракт на разработку лесных богатств по границе Кореи и Маньчжурии, а также на острове Дажелет[7].